# Jorge G. Rocca
Jorge G. Rocca, oft J. J. Rocca zitiert, (* in Rafaela) ist ein aus Argentinien stammender US-amerikanischer Physiker. Er ist bekannt für Pionierarbeiten zu Table-Top-Röntgenlasern.
Rocca studierte an der Universität von Rosario mit dem Diplom-Abschluss in Physik 1978, ging 1979 in die USA und wurde 1983 an der Colorado State University an der Fakultät für Elektrotechnik und Informatik (ECE) promoviert. Im selben Jahr wurde er dort Assistant Professor. Er ist dort heute Distinguished Professor.
Rocca gelang mit seiner Forschungsgruppe 1994 die Demonstration des ersten praktikablen table-top Lasers für weiche Röntgenstrahlung, wobei er ein durch eine Gasentladung erzeugtes Plasma nutzte.
Er setzte die Entwicklung stetig fort und baute um 2008 weiche Röntgenlaser (SXRL) im 13 nm Bereich mit voller zeitlicher und räumlicher Kohärenz mit Laser-erzeugten Plasmen und Verwendung von Injection-Seed-Lasern. Der Wellenlängenbereich ist interessant für lithographische Verfahren in der Chip-Produktion.
2011 erhielt er den Arthur-L.-Schawlow-Preis für Laserphysik für Pionierarbeiten zur Entwicklung kompakter Laser für weiche Röntgenstrahlung und deren Anwendung in hochauflösender Bildgebung, Plasmadiagnostik, Interferometrie und Materialwissenschaften. Er ist Fellow der American Physical Society (2006), der Optical Society of America (1997) und des IEEE (2000). Er erhielt einen Presidential Young Investigator Award der National Science Foundation. 2012 erhielt er den Willis-E.-Lamb-Preis. 2024 wurde er zum Mitglied der National Academy of Engineering gewählt.
Von 1994 bis 1999 war er Associate Editor des IEEE Journal of Quantum Electronics. Er ist mit der Physikerin Carmen Menoni verheiratet, mit der er zwei Kinder hat.

## Schriften
- Herausgeber mit Peter Hagelstein Soft X-ray lasers and applications, Proc. SPIE, Band 2520, 1995
- Table top soft x-ray lasers, Review Scientific Instruments, Band 77, 1999, S. 3799, Abstract
- Y. Wang, J. J. Rocca u. a. Phase-coherent, injection-seeded, table-top soft-X-ray lasers at 18.9 nm and 13.9 nm, In: Nature Photonics, Band 2, 2008, S. 94–98, doi:10.1038/nphoton.2007.280.